# Olgij
Olgij (Ölgij, do 2006 w książkach polskich stosowano nazwę zrusyfikowaną Ulegej, mong. Өлгий, kaz. Өлгей) – miasto w zachodniej Mongolii, stolica administracyjna ajmaku bajanolgijskiego, położone 1645 km na zachód od stolicy kraju Ułan Bator.
W 2010 roku liczyło 29,4 tys. mieszkańców.
Położone na wysokości ok. 1700 m n.p.m. W mieście przeważa ludność kazachska tradycyjnie wyznająca islam. Znaczący udział w populacji ma także ludność urianchajska (turkijskich z pochodzenia Tuwińców-buddystów, którzy przeszli na język mongolski).
Na początku lat 60. XX w. w związku z otwarciem w 1961 w osadzie Chotgor leżącej na terenie sąsiedniego ajmaku uwskiego odkrywkowej kopalni węgla brunatnego, Czechosłowacja zbudowała w Olgiju elektrociepłownię bazującą na tym węglu. W latach 80. XX w. w mieście działało dużo zakładów przemysłowych, kombinat spożywczy, drzewny, oczyszczalnia wełny, fabryka obuwnicza, wytwórnia dywanów, cegielnia.
Znajduje się tu (stan na 2008) muzeum ajmaku oraz meczet. Działa port lotniczy utrzymujący regularne połączenia z Ułan Bator.